# Profilvara

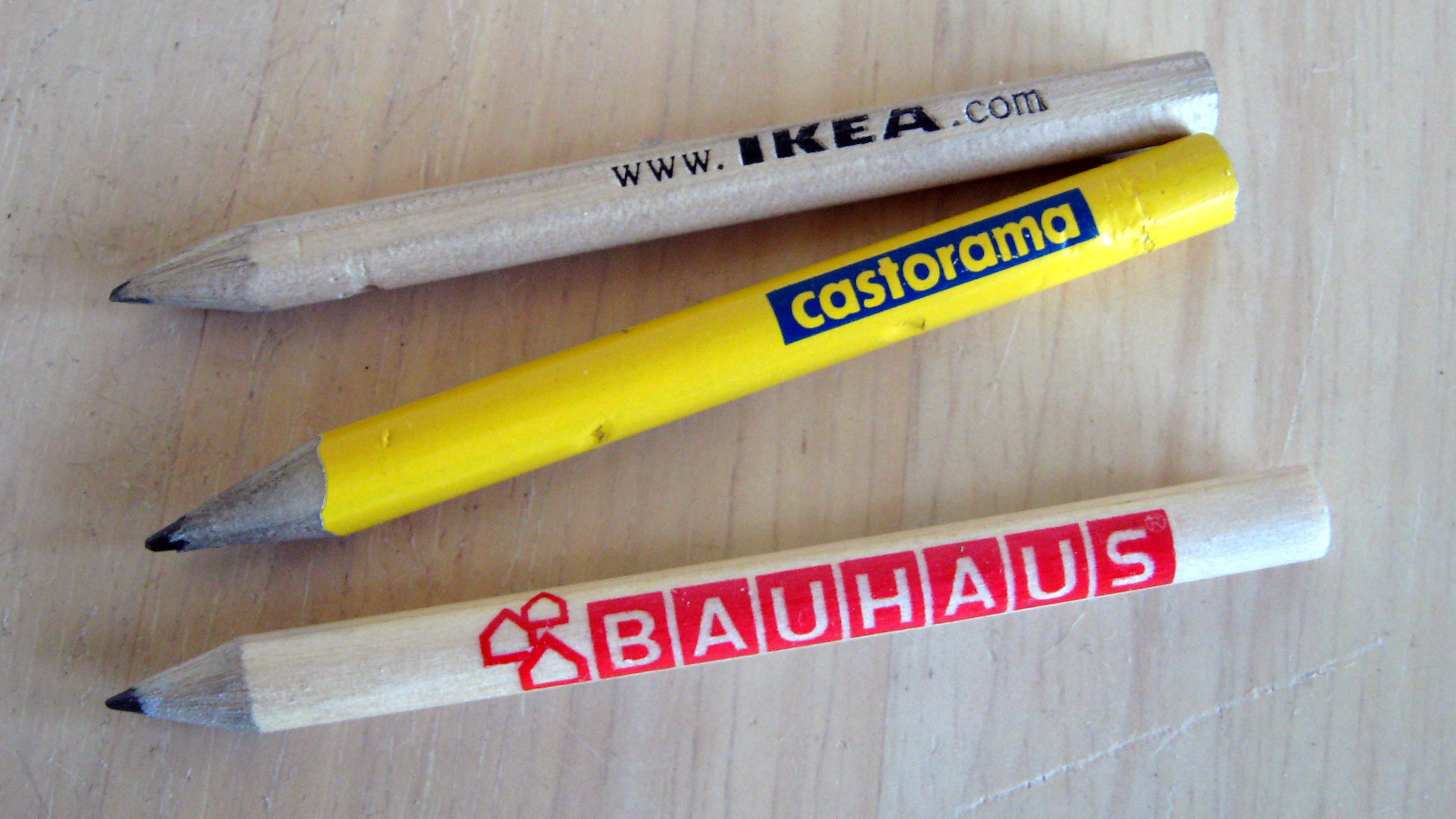
Pennor med företagsreklam är exempel på profilvaror.

En profilvara är en produkt försedd med en logotyp eller företagsnamn. Som profilvaror finns pennor, t-shirts eller väskor. Profilvaror kan delas ut som reklam, men det är även vanligt att medlemmar köper profilvaror för att stödja sin ideella förening eller sitt band.